# Adrián Barbón
Adrián Barbón Rodríguez (ur. 4 stycznia 1979 w Lavianie) – hiszpański polityk i samorządowiec, działacz Hiszpańskiej Socjalistycznej Partii Robotniczej (PSOE), parlamentarzysta krajowy i regionalny, od 2019 prezydent Asturii.

## Życiorys
W 2002 ukończył studia prawnicze na Universidad de Oviedo. W wieku 17 lat dołączył do socjalistycznej młodzieżówki, a rok później wstąpił do PSOE w Asturii. Od 2003 był zastępcą alkada Laviany, następnie w latach 2008–2017 sprawował urząd burmistrza tej miejscowości. W 2015 krótko wykonywał mandat posła do Kongresu Deputowanych X kadencji. W 2017 został wybrany na sekretarza generalnego FSA-PSOE, oddziału socjalistów w Asturii.
W 2019 uzyskał mandat deputowanego do regionalnego parlamentu. W lipcu tegoż roku wybrany na nowego prezydenta księstwa. W 2023 uzyskał poselską reelekcję, pozostał następnie na funkcji prezydenta Asturii.